# Campeonato Europeo de Pentatlón Moderno de 2019
El XXVIII Campeonato Europeo de Pentatlón Moderno se celebró en Bath (Reino Unido) entre el 6 y el 11 de agosto de 2019 bajo la organización de la Unión Internacional de Pentatlón Moderno (UIPM) y la Federación Británica de Pentatlón Moderno.
Las competiciones se realizaron en las instalaciones de la Universidad de Bath.

## Masculino

### Individual
| Puesto | Atleta          | País            | ESG | NAT | HÍP | CAR + TIR | Total |
| ------ | --------------- | --------------- | --- | --- | --- | --------- | ----- |
| Oro    | James Cooke     | Reino Unido     | 251 | 314 | 275 | 637       | 1477  |
| Plata  | Valentin Prades | Francia         | 244 | 295 | 281 | 644       | 1464  |
| Bronce | Martin Vlach    | República Checa | 214 | 291 | 286 | 669       | 1460  |

### Equipos
| Puesto | País            | ESG | NAT | HÍP | CAR + TIR | Total |
| ------ | --------------- | --- | --- | --- | --------- | ----- |
| Oro    | Reino Unido     | 685 | 925 | 838 | 1885      | 4333  |
| Plata  | Francia         | 643 | 879 | 838 | 1944      | 4304  |
| Bronce | República Checa | 637 | 879 | 835 | 1927      | 4278  |

### Por relevos
| Puesto | Atletas                            | País        | ESG | NAT | HÍP | CAR + TIR | Total |
| ------ | ---------------------------------- | ----------- | --- | --- | --- | --------- | ----- |
| Oro    | Oliver Murray Myles Pillage        | Reino Unido | 190 | 334 | 293 | 676       | 1493  |
| Plata  | Vladyslav Radvynsky Andri Fedechko | Ucrania     | 220 | 321 | 293 | 655       | 1489  |
| Bronce | Richárd Bereczki István Málits     | Hungría     | 231 | 315 | 272 | 666       | 1484  |

## Femenino

### Individual
| Puesto | Atleta             | País        | ESG | NAT | HÍP | CAR + TIR | Total |
| ------ | ------------------ | ----------- | --- | --- | --- | --------- | ----- |
| Oro    | Laura Asadauskaitė | Lituania    | 228 | 268 | 284 | 610       | 1390  |
| Plata  | Kate French        | Reino Unido | 230 | 274 | 296 | 581       | 1381  |
| Bronce | Iryna Prasiantsova | Bielorrusia | 262 | 260 | 283 | 559       | 1364  |

### Equipos
| Puesto | País        | ESG | NAT | HÍP | CAR + TIR | Total |
| ------ | ----------- | --- | --- | --- | --------- | ----- |
| Oro    | Reino Unido | 647 | 821 | 873 | 1733      | 4074  |
| Plata  | Bielorrusia | 704 | 788 | 841 | 1696      | 4029  |
| Bronce | Lituania    | 638 | 813 | 820 | 1721      | 3992  |

### Por relevos
| Puesto | Atletas                                 | País    | ESG | NAT | HÍP | CAR + TIR | Total |
| ------ | --------------------------------------- | ------- | --- | --- | --- | --------- | ----- |
| Oro    | Yekaterina Juraskina Anastasiya Petrova | Rusia   | 203 | 291 | 300 | 580       | 1374  |
| Plata  | Irene Prampolini Beatrice Mercuri       | Italia  | 187 | 298 | 286 | 595       | 1366  |
| Bronce | Kamilla Réti Luca Barta                 | Hungría | 216 | 288 | 281 | 578       | 1363  |

## Relevo mixto
| Puesto | Atletas                            | País            | ESG | NAT | HÍP | CAR + TIR | Total |
| ------ | ---------------------------------- | --------------- | --- | --- | --- | --------- | ----- |
| Oro    | Kerenza Bryson Myles Pillage       | Reino Unido     | 238 | 318 | 286 | 596       | 1438  |
| Plata  | Eliška Přibylová David Kindl       | República Checa | 208 | 300 | 281 | 631       | 1419  |
| Bronce | Irene Prampolina Valerio Grasselli | Italia          | 208 | 301 | 286 | 617       | 1412  |

## Medallero
| Núm. | País            | Oro | Plata | Bronce | Total |
| ---- | --------------- | --- | ----- | ------ | ----- |
| 1    | Reino Unido     | 5   | 1     | 0      | 6     |
| 2    | Lituania        | 1   | 0     | 1      | 2     |
| 3    | Rusia           | 1   | 0     | 0      | 1     |
| 4    | Francia         | 0   | 2     | 0      | 2     |
| 5    | República Checa | 0   | 1     | 2      | 3     |
| 6    | Bielorrusia     | 0   | 1     | 1      | 2     |
| 6    | Italia          | 0   | 1     | 1      | 2     |
| 8    | Ucrania         | 0   | 1     | 0      | 1     |
| 9    | Hungría         | 0   | 0     | 2      | 2     |
|      | TOTAL           | 7   | 7     | 7      | 21    |